# Ergebnisse der Kommunalwahlen in Erfurt
- Linke: 8
- Mwst: 5
- SPD: 8
- Piraten: 1
- Grüne: 4
- FW: 1
- FDP: 1
- CDU: 12
- AfD: 10

In den folgenden Listen werden die Ergebnisse der Kommunalwahlen in Erfurt aufgelistet. Es werden die Ergebnisse der Wahlen zum Erfurter Stadtrat ab 1990 angegeben.
Es werden nur diejenigen Parteien und Wählergruppen aufgelistet, die bei wenigstens einer Wahl mindestens zwei Prozent der gültigen Stimmen erhalten haben. Bei mehrmaligem Überschreiten dieser Grenze werden auch Ergebnisse ab einem Prozent aufgeführt. Das Feld der Partei, die bei der jeweiligen Wahl die meisten Stimmen bzw. Sitze erhalten hat, ist farblich gekennzeichnet.

## Parteien
- AfD: Alternative für Deutschland
- B’90/Grüne: Bündnis 90/Die Grünen → Grüne
- B’90/Grüne/NF: Bündnis 90/Die Grünen/Neues Forum (Forum) → Grüne
- B.F.D.: Bund Freier Demokraten → FDP
- CDU: Christlich Demokratische Union Deutschlands
  - 1990: CDU der DDR
- DA: Demokratischer Aufbruch
- DBD: Demokratische Bauernpartei Deutschlands
- DFD: Demokratischer Frauenbund Deutschlands
- DSU: Deutsche Soziale Union
- FDP: Freie Demokratische Partei
  - 1990: F.D.P. der DDR
- Grüne: Grüne
  - 1990: Neues Forum/Grüne Partei
  - 1994: B’90/Grüne/NF
  - ab 1999: B’90/Grüne
- Linke: Die Linke
  - bis 2004: PDS
- NF: Neues Forum (Forum) → Grüne
- NPD: Nationaldemokratische Partei Deutschlands
- PDS: Partei des Demokratischen Sozialismus → Linke
- Piraten: Piratenpartei Deutschland
  - 2024: zusammen mit der ÖDP
- SPD: Sozialdemokratische Partei Deutschlands
  - 1990: SPD der DDR
- Statt: Statt Partei

## Wählergruppen
- FW: Freie Wähler
- Mwst: Mehrwertstadt
- UFV: Unabhängiger Frauenverband
- VS: Volkssolidarität

## Abkürzungen
- k. A.: keine Angabe
- Wbt.: Wahlbeteiligung

## Stadtratswahlen
Stimmenanteile der Parteien in Prozent
| Jahr   | Wbt. | CDU  | AfD  | SPD  | Linke | Mwst | Grüne | FDP   | FW  | Piraten | NPD   | DA  | DSU |
| ------ | ---- | ---- | ---- | ---- | ----- | ---- | ----- | ----- | --- | ------- | ----- | --- | --- |
| 119901 | 68,8 | 36,7 | –    | 22,4 | 15,5  | –    | 9,6   | 24,42 | –   | –       | –     | 5,0 | 2,2 |
| 319943 | 64,2 | 32,2 | –    | 26,6 | 23,2  | –    | 10,7  | 3,7   | –   | –       | –     | –   | –   |
| 1999   | 49,5 | 46,2 | –    | 22,3 | 24,3  | –    | 4,1   | 1,8   | –   | –       | –     | –   | –   |
| 2004   | 41,5 | 39,3 | –    | 16,2 | 32,4  | –    | 8,7   | 3,5   | –   | –       | –     | –   | –   |
| 2009   | 48,2 | 22,7 | –    | 33,0 | 19,6  | –    | 8,7   | 5,2   | 8,2 | –       | 2,6   | –   | –   |
| 2014   | 47,3 | 24,7 | 4,5  | 28,7 | 22,0  | –    | 9,7   | 02,49 | 3,4 | 2,1     | 02,45 | –   | –   |
| 2019   | 58,4 | 19,6 | 14,9 | 17,1 | 16,5  | 7,3  | 11,8  | 5,4   | 5,0 | 1,9     | –     | –   | –   |
| 2024   | 59,2 | 24,8 | 20,4 | 16,2 | 14,8  | 10,1 | 7,5   | 2,5   | 2,1 | 1,7     | –     | –   | –   |

Sitzverteilung
| Jahr | Gesamt | CDU | AfD | SPD | Linke | Mwst | Grüne | FDP | FW | Piraten | NPD | DA | DSU | VS | DFD | UFV | DBD |
| ---- | ------ | --- | --- | --- | ----- | ---- | ----- | --- | -- | ------- | --- | -- | --- | -- | --- | --- | --- |
| 1990 | 160    | 59  | –   | 36  | 25    | –    | 15    | 7   | –  | –       | –   | 8  | 4   | 2  | 2   | 1   | 1   |
| 1994 | 50     | 17  | –   | 14  | 13    | –    | 6     | –   | –  | –       | –   | –  | –   | –  | –   | –   | –   |
| 1999 | 50     | 25  | –   | 12  | 13    | –    | –     | –   | –  | –       | –   | –  | –   | –  | –   | –   | –   |
| 2004 | 50     | 20  | –   | 8   | 17    | –    | 5     | –   | –  | –       | –   | –  | –   | –  | –   | –   | –   |
| 2009 | 50     | 11  | –   | 17  | 10    | –    | 4     | 3   | 4  | –       | 1   | –  | –   | –  | –   | –   | –   |
| 2014 | 50     | 12  | 2   | 15  | 11    | –    | 5     | 2   | 1  | 1       | 1   | –  | –   | –  | –   | –   | –   |
| 2019 | 50     | 10  | 7   | 9   | 8     | 4    | 6     | 3   | 2  | 1       | –   | –  | –   | –  | –   | –   | –   |
| 2024 | 50     | 12  | 10  | 8   | 8     | 5    | 4     | 1   | 1  | 1       | –   | –  | –   | –  | –   | –   | –   |

Fußnoten
1 1990: zusätzlich: VS: 1,1 %, DFD: 1,0 %, UFV: 0,9 % und DBD: 0,5 %.

2 FDP 1,7 % und BFD: 2,7 % traten getrennt an. Von den Mandaten entfielen 3 auf die FDP und 4 auf den BFD.

3 1994: zusätzlich: Statt: 2,0 %